# Gustave Planche
Jean Baptiste Gustave Planche, född den 16 februari 1808 i Paris, död där den 18 september 1857, var en fransk litteratur- och konstkritiker.
Planche skrev mycket uppmärksammade essayer och kritiker, framför allt i "Revue des deux mondes". Han var känd som en sträng, dogmatiserande kritiker, vars domar avgavs med absolut bestämdhet. Hans uppsatser föreligger samlade i bland annat Portraits littéraires (1846-49), Portraits d’artistes (1853), Nouveaux portraits littéraires (1854), Études sur l'école française de 1831 à 1852 (1855), Études sur les arts (samma år) och Nouvelles études sur les arts (1856).